# Шталь, Эрнст Леопольд
Эрнст Леопольд Шталь (нем. Ernst Leopold Stahl; 19 апреля 1882, Мангейм — 19 июня 1949, Мангейм) — немецкий театровед и театральный критик.
Изучал литературу и театр в Мюнхене, Берлине, Вене, Париже, Оксфорде и Гейдельберге, в Гейдельбергском университете в 1902 году, ещё студентом, выступил в числе соучредителей Геббелевского общества. В 1906—1910 гг. преподавал немецкую литературу в Англии. Защитил в Гейдельберге докторскую диссертацию о жизни и творчестве Йозефа фон Ауффенберга, опубликованную отдельным изданием (нем. Joseph Freiherr von Auffenberg. Sein Leben und seine Dramen; 1909). Затем на протяжении двух лет возглавлял театральную школу в Дюссельдорфе и служил литературным консультантом в городском театре. В 1912—1914 гг. работал во Фрайбурге, затем в Мангейме, затем долгое время литературный консультант Баварского государственного театра в Мюнхене.
Наиболее существенные труды Шталя — монография «Английский театр XIX века» (нем. Das englische Theater im 19. Jahrhundert; 1914) и история Мангеймского национального театра, напечатанная к его столетию (нем. Das Mannheimer Nationaltheater: ein Jahrhundert deutscher Theaterkultur im Reich; 1929). Напечатал также ряд популярных брошюр (в том числе о Гансе Саксе и Льве Толстом, обе 1922). Как театральный критик отличался редким для своего времени интересом к сценическому дизайну.